# 嶋岡健治
嶋岡 健治（しまおか けんじ、1949年5月9日 - ）は、日本の元バレーボール選手。1972年ミュンヘンオリンピックバレーボール男子金メダリスト。

## 来歴
東京都出身。中央大学附属高校を経て、1972年、中央大学卒業。同年、日本鋼管（現・JFEエンジニアリング）入社。
アタッカーとしてだけでなく、セッターとしても活躍。
現役時代は「プリンス嶋岡」 とも愛称された。
2014年9月より日本バレーボールリーグ機構理事・副会長に就任。
2015年7月6日の日本バレーボールリーグ機構の臨時理事会で代表理事会長に就任した。
2017年8月30日、日本バレーボール協会の代表理事会長に就任した。
2021年4月30日、日本バレーボールリーグ機構会長を退任し、理事となる。
2022年1月13日、ビーチバレーの国際大会エントリーキャンセルに係る不適切処理問題により日本バレーボール協会代表理事会長を解任された。

## 受賞歴
- 1973年 - 第6回日本リーグ ベスト6
- 1978年 - 第11回日本リーグ ベスト6

## 著書
- 直伝・嶋岡健治のミラクルレシーブ（日本文化出版、1983年）ISBN 9784931033368